# کاربید مولیبدن
کاربید مولیبدن (انگلیسی: Molybdenum carbide) نوعی ماده سرامیکی بسیار سخت است که در ابزارهای برش برای بریدن اجسام استفاده میشود.